# Steven Lewerenz
Steven Lewerenz (* 18. Mai 1991 in Hamburg) ist ein ehemaliger deutscher Fußballspieler.

## Karriere

### Verein
Lewerenz begann fünfjährig bei der VSG Stapelfeld, einem Sportverein in der gleichnamigen Gemeinde im Kreis Stormarn, mit dem Fußballspielen und wurde von 2003 bis 2007 und von 2008 bis 2009 in der Jugendabteilung des Hamburger SV, von 2007 bis 2008 in der von Dynamo Dresden ausgebildet. Im Jahr 2009 wechselte er zur zweiten Mannschaft des Hamburger SV, deren Stammspieler er in der Saison 2009/10 war und 28 Spiele in der Regionalliga Nord bestritt. Zur Saison 2010/11 verpflichtete ihn der Ligakonkurrent RB Leipzig. Von Januar bis Juni 2011 war er beim österreichischen Bundesligisten Kapfenberger SV leihweise aktiv. Zur Saison 2012/13 wechselte er von Leipzig nach Trier und war für Eintracht Trier in der Regionalliga Südwest aktiv. In der Folgesaison spielte er für den Ligakonkurrenten 1. FSV Mainz 05 II. Mit den Mainzern stieg er als Drittplatzierter der Saison 2013/14 nach den erfolgreichen Aufstiegsspielen in die 3. Liga auf, da der zweitplatzierte SC Freiburg II es versäumt hatte, die Lizenzunterlagen für diese einzureichen. Lewerenz verließ Mainz und wechselte im Sommer 2014 in die Regionalliga Bayern zu den Würzburger Kickers. Als Meister der Regionalliga Bayern stieg er mit den Würzburgern – ebenfalls nach erfolgreich gestalteten Aufstiegsspielen – in die 3. Liga auf. Zu Saisonbeginn 2015/16 verpflichtete ihn der Drittligist Holstein Kiel, der ihn mit einem Zweijahresvertrag ausstattete. 2017 stieg er mit der Mannschaft in die 2. Bundesliga auf. In der Zweitligasaison 2017/18 absolvierte Lewerenz 30 Zweitligapartien für Kiel und trug mit acht Saisontoren maßgeblich zum Erreichen des dritten Tabellenplatzes bei. In den Bundesliga-Relegationsspielen gegen den VfL Wolfsburg kam er nur bei der 1:3-Hinspielniederlage zum Einsatz, nach einer 0:1-Heimniederlage im Rückspiel verpasste man den Durchmarsch in die Bundesliga. Im Sommer 2018 verließ der bisherige Trainer Markus Anfang den Klub, unter dessen Nachfolger Tim Walter spielte Lewerenz im folgenden halben Jahr nur eine untergeordnete Rolle und löste daher am Jahresende nach nur fünf Pflichtspieleinsätzen in der Hinrunde seinen Vertrag vorzeitig auf. Am 5. Januar 2019 schloss er sich bis zum Saisonende dem Zweitligisten 1. FC Magdeburg an und bestritt dort sieben Spiele. Zur Saison 2019/20 wechselte er weiter zum belgischen Zweitligisten Royal Excelsior Virton, für den er bis Jahresende 2019 nur ein Ligaspiel absolvierte. Am 8. Januar 2020 schloss sich Lewerenz sich dem deutschen Drittligisten FC Viktoria Köln an. Doch Anfang der folgenden Spielzeit wurde er aus dem Kader gestrichen und ihm nahegelegt, sich trotz laufenden Vertrags einen neuen Verein zu suchen. Am 1. Februar 2021 wechselte er zum Regionalligisten Rot-Weiss Essen, bei dem er mit einem bis Juni 2021 laufenden Vertrag ausgestattet wurde. Nach Ablauf des Vertrags wechselte er zum Südwest-Regionalligisten SG Sonnenhof Großaspach. Hier spielte er anschließend neun Monate, ehe sein Vertrag wieder aufgelöst wurde. In dieser Zeit absolvierte Lewerenz 24 Ligapartien und erzielte dabei sieben Treffer. Zur Saison 2022/23 schloss er sich dann dem Achtligisten SG Schorndorf in der württembergischen Bezirksliga Rems/Murr an. Bis zur folgenden Winterpause absolvierte Lewerenz dort neun Spiele und erzielte dabei zwei Treffer. Anschließend tauchte er in keiner weiteren Statistik eines Vereins mehr auf, daher liegt ein Karriereende nahe.

### Nationalmannschaft
Am 5. und 7. September absolvierte Lewerenz zwei Testspiele für die deutsche U-19-Nationalmannschaft gegen Belgien.

## Erfolge
Würzburger Kickers
- Meister der Regionalliga Bayern: 2015